# Бароне-Канавезе
Бароне-Канавезе (італ. Barone Canavese, п'єм. Baron) — муніципалітет в Італії, у регіоні П'ємонт,  метрополійне місто Турин.
Бароне-Канавезе розташоване на відстані близько 540 км на північний захід від Рима, 33 км на північний схід від Турина.
Населення — 579 осіб (2014).
Щорічний фестиваль відбувається 15 серпня. Покровителька — Богородиця Небовзята.

## Демографія
Населення за роками:

Станом на 1 січня 2023 року в муніципалітеті офіційно проживало 28 іноземців з 7 країн, серед них 24 громадяни країн Євросоюзу.

## Сусідні муніципалітети
- Калузо
- Кандія-Канавезе
- Мерченаско
- Оріо-Канавезе
- Сан-Джорджо-Канавезе